# French Bee
French Bee (bis Februar 2018 French Blue) ist eine französische Billigfluggesellschaft mit Sitz in Paris und Basis auf dem Flughafen Paris-Orly.

## Geschichte
Das Unternehmen wurde 2016 als Schwestergesellschaft der Air Caraïbes durch deren Mutterunternehmen Groupe Dubreuil als French Blue gegründet. Ab dem 7. Juni 2016 konnten Flüge gebucht werden, das erste Flugzeug hob am 10. September nach Punta Cana ab. Im Jahr 2018 wollte die Fluggesellschaft schwarze Zahlen schreiben.
Am 6. Februar 2018 wurde die Fluggesellschaft in „French Bee“ umbenannt. Hierdurch sollten langwierige rechtliche Auseinandersetzungen mit der amerikanischen Fluggesellschaft Jetblue Airways vermieden werden.
Im Jahr 2019 war die Fluggesellschaft die erste weltweit, die eine Flotte betrieb, welche nur aus Flugzeugen des Typs Airbus A350 bestand.

## Service

### Economy Class
Die Economy Class wurde in den Airbus A350-900 der Fluggesellschaft mit einer Konfiguration von zehn Sitzen pro Reihe ausgestattet, wobei der Sitzabstand 81 cm beträgt. Ein Inflight-Entertainment System mit persönlichem Touchscreen sowie ein Stromanschluss (USB) sind an jedem Sitzplatz installiert. Im günstigsten Tarif ist in dieser Klasse kein Essen enthalten.

### Premium Class
In dieser Klasse sind die Sitze in einer Konfiguration mit sieben Sitzen pro Reihe verbaut. Der Sitzabstand beträgt 92 cm, eine Fußstütze ist vorhanden. Ein Inflight-Entertainment-System mit persönlichem Touchscreen sowie ein Stromanschluss sind an jedem Sitzplatz installiert. Essen und Getränke (auch alkoholisch) sind in dieser Klasse im Flugpreis enthalten.

## Flugziele
French Bee fliegt von Paris-Orly Punta Cana, Réunion (IATA-Code: RUN) und Papeete (PPT) (über San Francisco (SFO)) an. Ab Juni 2020 wird New York (EWR) angeflogen.

## Flotte
Stand Ende April 2025 besteht die Flotte der French Bee aus sechs Flugzeugen mit einem Durchschnittsalter von 5,9 Jahren:
| Flugzeugtyp      | Anzahl | bestellt | Anmerkungen | Sitzplätze (Business/Economy) | Durchschnittsalter |
| ---------------- | ------ | -------- | ----------- | ----------------------------- | ------------------ |
| Airbus A350-900  | 4      |          |             | 411 (35/376)                  | 7,2 Jahre          |
| Airbus A350-1000 | 2      |          |             | 480 (40/440)                  | 3,2 Jahre          |
| Gesamt           | 6      | -        |             |                               | 5,9 Jahre          |

### Zuvor eingesetzte Flugzeuge

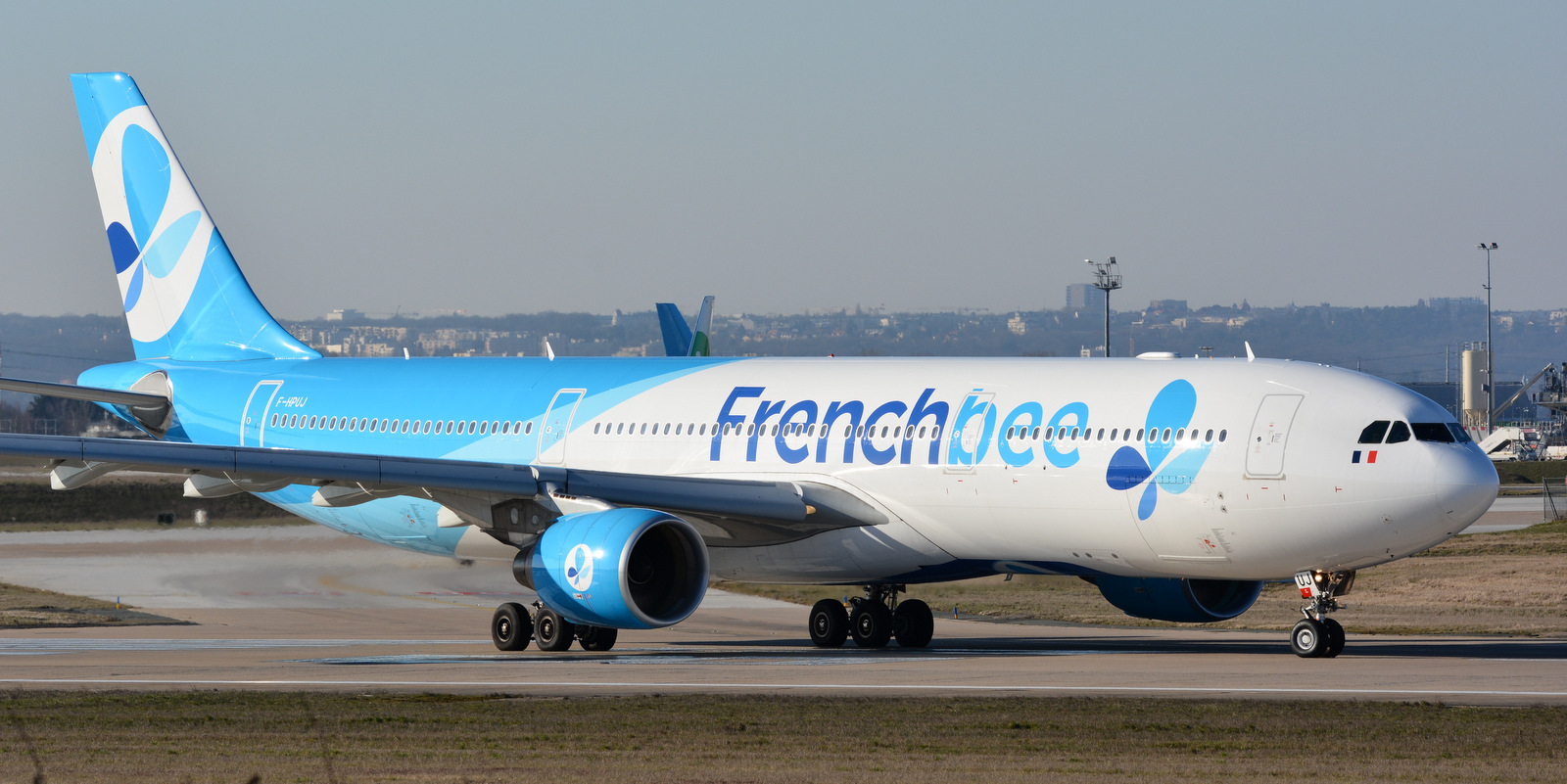
A330-300 der French Bee

Bis 2019 betrieb French Bee auch einen Airbus A330-300. Das Flugzeug mit dem Kennzeichen F-HPUJ wurde an die Schwestergesellschaft Air Caraïbes abgegeben.

## Trivia
Am 14. Mai 2020 stellte French Bee mit einem direkten Frachtflug zwischen dem Flughafen Tahiti Faa’a und Paris Orly den Rekord für den längsten Inlandsflug auf. Die Flugstrecke beträgt 16.129 Kilometer (8.709 nautische Meilen) und wurde in 16 Stunden und 49 Minuten absolviert. Der Flug wurde mit einer für den Passagierverkehr zugelassenen A350 (Kennzeichen: F-HREY) durchgeführt. Allerdings handelte es sich bei dem Flug um einen reinen Frachtflug, welcher medizinisches Equipment in Folge der Corona-Pandemie lieferte.